# Cachapaya
Cachapaya ist eine Ortschaft im Departamento La Paz im südamerikanischen Andenstaat Bolivien.

## Lage im Nahraum
Cachapaya liegt in der Provinz Murillo und ist die drittgrößte Ortschaft im Cantón Cohoni im Municipio Palca. Die Ortschaft liegt auf einer Höhe von 2969 m am Ostrand des bolivianischen Altiplano, drei Kilometer Luftlinie nordöstlich der Mündung des Río Pala in den Río de la Paz, am Ufer des Río Chaka Jahuira, der von Cohoni über Cachapaya hinab zum Río Palca fließt.

## Geographie
Cachapaya liegt am Rande des Gebirgsmassivs des Illimani, welcher ein Teil der bolivianischen Cordillera Real ist. Das Klima der Region ist ein typisches Tageszeitenklima, bei dem die tägliche Schwankung der Temperaturen deutlicher ausfällt als die mittleren Temperaturunterschiede der Jahreszeiten.
Die mittlere Durchschnittstemperatur der Region liegt bei etwa 8 °C (siehe Klimadiagramm Palca) und schwankt nur unwesentlich zwischen 6 °C im Juni/Juli und 10 °C im November. Der Jahresniederschlag beträgt etwa 600 mm, bei einer ausgeprägten Trockenzeit von Mai bis August mit Monatsniederschlägen unter 15 mm, und einem Niederschlagsmaximum im Januar mit 120 mm.

## Verkehrsnetz
Cachapaya liegt in einer Entfernung von 59 Straßenkilometern südöstlich von La Paz, der Hauptstadt des gleichnamigen Departamentos.
Von La Paz führt eine Landstraße in südlicher Richtung vorbei am Valle de la Luna (Mondtal) und der Ortschaft Mallasa auf der linken Seite des Río de la Paz nach Mecapaca. Zwei Kilometer vor Mecapaca biegt die Straße in Las Carreras nach Südwesten ab, durchquert das Flussbett des Río de La Paz und erreicht über Avircato schließlich Millocato. Drei Kilometer hinter Millocato wird der Río de la Paz erneut gequert, erreicht Tahuapalca nach weiteren drei Kilometern und Cachapaya nach noch einmal fünf Kilometern serpentinenreicher Straße.

## Bevölkerung
Die Einwohnerzahl der Ortschaft ist in dem Jahrzehnt zwischen den letzten beiden Volkszählungen nahezu unverändert geblieben:
| Jahr | Einwohner         | Quelle       |
| ---- | ----------------- | ------------ |
| 1992 | keine Detaildaten | Volkszählung |
| 2001 | 494               | Volkszählung |
| 2012 | 488               | Volkszählung |
| 2024 |                   | Volkszählung |

Die Region weist einen hohen Anteil an Aymara-Bevölkerung auf, im Municipio Palca sprechen 94,1 Prozent der Bevölkerung Aymara.